# WAKUWAKU JAPAN
WAKUWAKU JAPAN（ワクワク・ジャパン）は、スカパーJSATグループがかつて運営していた、日本のテレビ番組群を日本国外の有料放送管理事業者向けに編成、供給する専門チャンネルである。

## 概要
日本の番組コンテンツを現地語で放送するチャンネルで、放送開始した2014年から放送終了した2022年までに世界でのべ10か国/地域で放送された。
現地在留の日本人向けのチャンネルではなく、現地の人に向けた編成を組んでいることが特長であった。開局前に事前に興味のあるコンテンツについてのアンケートを取って、「ドラマ」「アニメ」「紀行番組」などを充実させていた。番組は現地制作のオリジナル番組のほか、スカパー!を含めた各放送局が制作した番組を提供していた。
このチャンネルは、「インバウンド訪日客獲得」「農林水産物の輸出促進」などと言った日本の国策「クールジャパン」と合致していたことから、2015年に官民ファンドの株式会社海外需要開拓支援機構（通称：クールジャパン機構）より44億円の出資を受けた。
スカパーJSATとしては、アジア各国に合計約2,000万世帯、7,000万人が視聴可能な市場があると見込んでいたが、トータルで数十億円の損失を出し、2022年に放送・配信が終了した。

## 沿革
2014年1月30日、開局にあたって発表会が行われた。2014年当時の東南アジアでは外国語番組のチャンネルコンテンツを増やしてきているが、日本の番組はアジアのマーケットでは存在感が薄く、成長著しい市場において、日本の優れたコンテンツを提供できるようなスキームを作らなくてはいけないとの思いがあったこと、また、日本の伝統文化を広く伝えつつ、日系企業のアジア進出のきっかけになるようにとの思いもあったことをスカパーJSATは表明した。
2014年2月22日、スカパーJSAT株式会社がインドネシアで開局した。2020年までに32カ国までサービスエリアを拡大することを目指していた。
2015年5月、官民ファンドの株式会社海外需要開拓支援機構（通称：クールジャパン機構）により「プラットフォーム整備型事業」と位置付けられ、クールジャパン機構はスカパーJSATとの共同で110億円を出資することを決定した（うちクールジャパン機構が44億円を出資）。2015年7月1日、WAKUWAKU JAPAN株式会社が設立され、スカパーJSATは本チャンネルの事業を新設したWAKUWAKU JAPAN株式会社へ譲渡した。
2019年当時、日本へ旅行に来るインドネシア人には人気があり、訪日インドネシア人の大半がWAKUWAKU JAPANを視聴していたが、台湾などその他の地域ではあまり視聴者はいなかった。2017年には2017年WAKUWAKU JAPAN広報大使のピコ太郎がシンガポールとインドネシアでイベントを行うなど、積極的なプロモーションを実施したが、WAKUWAKU JAPAN株式会社は2018年度に10億800万円の損失、2019年度に6億1,300万円の損失となり、黒字化はできなかった。そのため早期黒字化を目指し、2020年3月1日付でスカパーJSAT株式会社に吸収合併された。
しかし収益を上げることはできず、「WAKUWAKU JAPAN」は2022年3月末で放送を終了した。

## 放送エリア
- 2014年2月 インドネシアで開局
- 2015年 シンガポール、ミャンマー、スリランカで開局
- 2016年 台湾、モンゴルで開局
- 2018年 ベトナムで開局
- 2020年 タイで開局
- 2021年 フィリピンで開局
- 2022年3月 全地域で放送終了。

## 放送内容
「ドラマ」は、やや古めの日本のドラマや映画が放送された。例えば、インドネシアでは2016年にNHKの連続ドラマ『あまちゃん』『おしん』『ごちそうさん』を8時から放送。アジア地域では2016年時点でも『おしん』の人気が絶大で、特にインドネシアでは『おしん』が毎年必ずどこかの放送局で再放送されており、いつ見ても『おしん』が放送されている「エンドレスおしん」として在尼邦人の間で話題になった。
また、クールジャパン機構が関与しているので、オリジナル番組としては、日本の国策に沿った作品、総務省によって「放送コンテンツ海外展開強化事業」に採択され「日本の優れた作品」だとお墨付きを得た作品が主に放送された。例えば、日本各地のローカル放送局が制作し、日本各地の大学の現役外国人留学生が学生生活をリポートすることで、日本各地の大学に外国人留学生を呼び込むための番組「Catch Your Dream!-Study in Japan-」などが放送された。
「紀行番組」も、「インバウンド獲得」などの国策に合わせたものが多い。例えば、『おしん』の主演として有名な小林綾子をホストとして、日本の農業の魅力を発信することでアジアに住む若者を日本の農業に就労させるための番組『TSUNAGU～日本の農業と食』（2018年）などが放映された。

## 参照
1. ↑  スカパーJSAT、インドネシアで日本チャンネル「WAKUWAKU JAPAN」開局へ - CNET Japan 2014年1月30日
2. ↑  クールジャパン機構のご紹介 特許庁技術懇話会 2016年5月13日 pp.18-19
3. ↑  日本の今を海外に伝えるTVチャンネル WAKUWAKU JAPAN Media Guide wakuwakujapan 2021年4月[リンク切れ]
4. ↑  2020年3月期 通期決算説明会 株式会社スカパーJSATホールディングス 2020年6月26日 p.42
5. ↑  連結子会社間の合併に関するお知らせ スカパーJSAT 2019年12月04日
6. ↑  海外向け日本コンテンツ専門チャンネル「WAKUWAKU JAPAN」放送・配信終了のお知らせ スカパーJSAT 2022年02月25日